# Oligosoma acrinasum
Espèce
Synonymes
- Leiolopisma acrinasum Hardy, 1977

Statut de conservation UICN

 NT  : Quasi menacé
Oligosoma acrinasum est une espèce de sauriens de la famille des Scincidae.

## Répartition

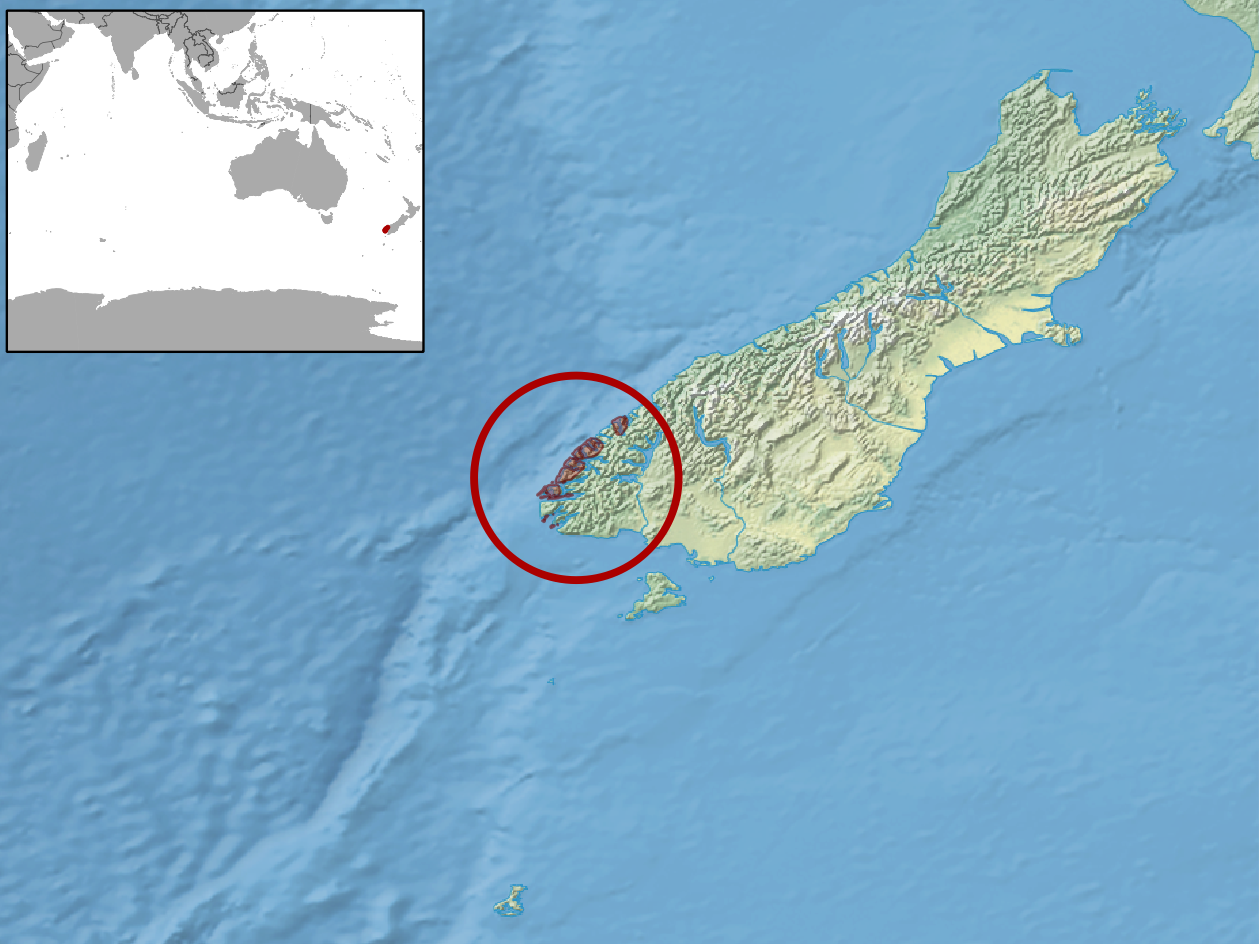
Répartition de l'espèce.

Cette espèce est endémique de la région du Fiordland dans l'île du Sud en Nouvelle-Zélande.

## Publication originale
- Hardy, 1977 : The New Zealand Scincidae (Reptilia : Lacertilia); a taxonomic and zoogeographic study. New Zealand Journal of Zoology, vol. 4, p. 221-325.